# SV 03 Eisfeld
SV 03 Eisfeld is een Duitse voetbalclub uit Eisfeld, Thüringen.

## Geschiedenis
De club werd in 1903 opgericht als SC 1903 Eisfeld. De club was aangesloten bij de Midden-Duitse voetbalbond en speelde vanaf 1911 in de competitie van Zuid-Thüringen. Tijdens de Eerste Wereldoorlog werden de activiteiten gestaakt. Na de oorlog werd de competitie hervormd en ging de club in de tweede klasse van de Kreisliga Thüringen spelen, maar degradeerde na één seizoen. In 1923 werd de Kreisliga ontbonden en werd de Zuid-Thüringse competitie als Gauliga Südthüringen heringevoerd. In 1924 promoveerde de club naar de Gauliga en werd in het eerste seizoen zesde op tien clubs. Na vier jaar degradeerde de club uit de hoogste klasse. Eisfeld keer nog terug voor het seizoen 1930/31, maar degradeerde meteen weer.
In 1933 werd de competitie geherstructureerd. De Midden-Duitse bond werd ontbonden en de vele competities werden vervangen door de Gauliga Mitte en Gauliga Sachsen. Uit Zuid-Thüringen kwalificeerde enkel de kampioen zich voor de Gauliga Mitte en voor de Bezirksklasse Thüringen, aangezien de club al niet meer in de hoogste klasse speelde is het ook niet bekend of de club zich kwalificeerde voor de Kreisklasse Südthüringen, die nu de derde klasse werd. Ze slaagden er alleszins niet in nog te promoveren. 
Na de Duitse hereniging werd de club heropgericht onder de naam SV 03 Eisfeld. 

## Erelijst
- Officiële Website